# Audrey Bitoni
Audrey Bitoni (Pasadena (Californië), 16 augustus 1986) is een Amerikaans pornoactrice en model. Ze werd in 2008 genomineerd voor de AVN Best New Starlet Award.

## Biografie
Audrey Bitoni is geboren op 16 augustus 1986 in Pasadena, California uit een Italiaanse / Duitse / Spaanse familie.
Ze verscheen in november 2008 op de cover van Penthouse Pet en ze werd ook "Pet of the Month". Bitoni was ook de "cover girl" voor de editie van november 2008 voor Club International.

## Prijzen

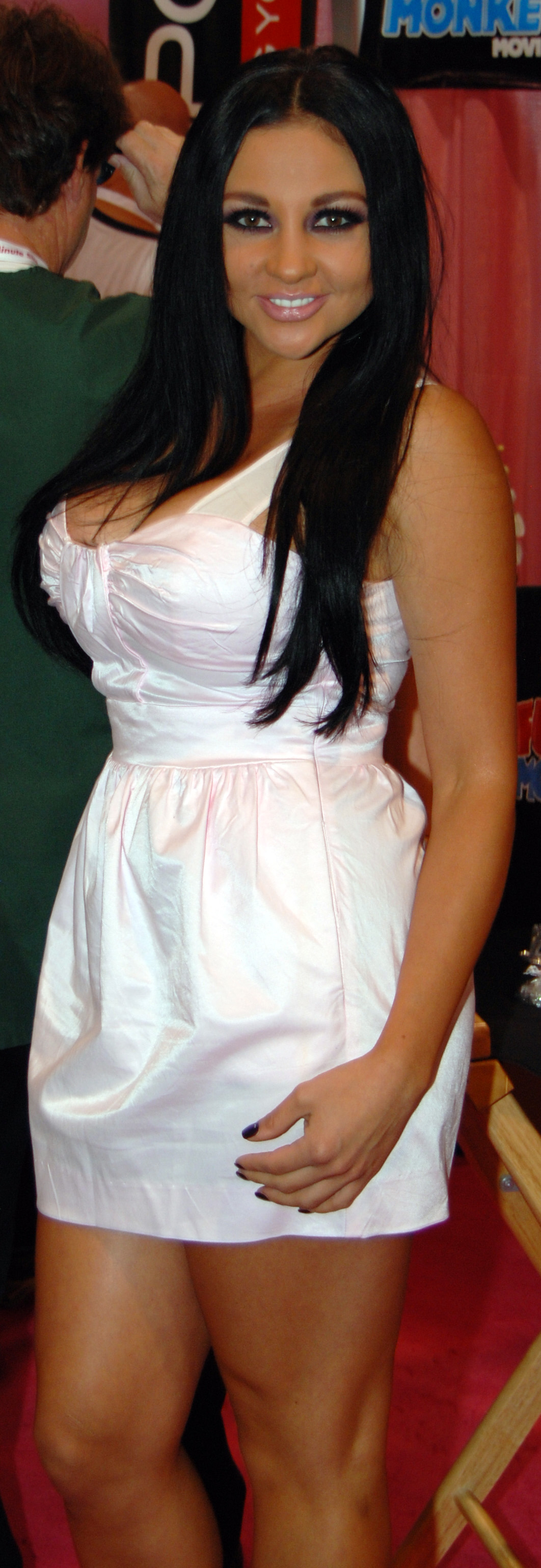
Audrey Bitoni tijdens "Exxxotica" - Miami, 14 mei 2010

- 2007 FAME Award nominee - Favorite Female Rookie[3]
- 2008 AVN Award nominee - Best New Starlet[1]
- 2008 Nightmoves Awards nominee - Best New Starlet[2]
- 2008  AVN Award nominee -  Best POV Sex Scene[4]
- 2008 FAME Award finalist - Favorite Ass[5]
- 2008 FAME Award finalist - Hottest Body[5]
- 2008 FAME Award finalist - Favorite Female Rookie[5]
- 2009 AVN Award nominee - Best All-Girl 3-Way Sex Scene for No Man's Land 43[6]
- 2009 FAME Award nominee - Favorite Ass[7]
- 2009 FAME Award nominee - Hottest Body[7]
- 2010 FAME Award nominee - Favorite Ass
- 2010 FAME Award nominee - Hottest Body